# Phil Coulson
Phillip "Phil" Coulson é um personagem fictício do Universo Cinematográfico Marvel, interpretado por Clark Gregg. Membro de alto escalão da agência de espionagem S.H.I.E.L.D., sua primeira aparição foi no filme Homem de Ferro, de 2008, o primeiro filme no UCM. Gregg retorna em Homem de Ferro 2 (2010), Thor (2011), Os Vingadores (2012) e Capitã Marvel (2019). Ele também protagoniza a série de televisão Agents of S.H.I.E.L.D. (2013-2020), aparece em dois "Marvel One-Shots" (2011), tem sido apresentado em várias revistas em quadrinhos tie-ins, e aparece na série digital Agents of S.H.I.E.L.D.: Slingshot (2016).
A popularidade do personagem resultou em sua introdução em outras mídias fora do UCM, incluindo nas revistas em quadrinhos do Universo Marvel publicadas pela Marvel Comics e na série animada Ultimate Spider-Man, onde Coulson contou com a voz e feições de Gregg. Gregg também dublou uma versão Lego de Coulson em Lego Marvel Super Heroes.

## Criação e concepção
Phil Coulson foi criado por Mark Fergus e Hawk Ostby e Art Marcum e Matt Holloway para Homem de Ferro, o primeiro filme do Universo Cinematográfico Marvel. Coulson foi o primeiro agente da S.H.I.E.L.D. introduzido no UCM, e é interpretado por Clark Gregg, que foi oferecido um contrato de três filmes. Gregg inicialmente se recusou a isso devido ao personagem só ser conhecido como "Agente" e ter poucas falas, mas reconheceu o plano da Marvel para um universo interconectado. Gregg passou a interpretar o personagem em Homem de Ferro 2, Thor e Os Vingadores. Sobre a expansão do personagem, Gregg comentou:
O agente Coulson era um dos caras que não estava realmente nos quadrinhos, e ele [tinha] um papel muito pequeno em Homem de Ferro. E tive apenas muita sorte que eles escolheram expandir esse personagem e escolheram colocá-lo mais no universo disso.
Ao longo dos filmes, Coulson é geralmente retratado como um personagem secundário dos protagonistas e usado para representar a presença da S.H.I.E.L.D., ao ponto que Gregg descreveu Coulson como "o agente da S.H.I.E.L.D.". No entanto, para os filmes de curta-metragem da "Marvel One-Shots", The Consultant e A Funny Thing Happened on the Way to Thor's Hammer, Coulson tem "a chance de ficar em seu próprio destaque pela primeira vez". Este foi um movimento "natural" para o co-produtor Brad Winderbaum, que queria "pintar uma imagem da S.H.I.E.L.D. puxando as cordas e ser responsável por alguns dos eventos que vimos nos filmes. Qual melhor personagem para representar essa ideia do que Agente Coulson, o primeiro agente da S.H.I.E.L.D. que nos foi apresentado?"
Na New York Comic Con 2012, Joss Whedon e Kevin Feige anunciaram que Gregg estrelaria como Coulson em Agents of S.H.I.E.L.D., apesar do personagem morrer em Os Vingadores, com Whedon dizendo: "Nunca poderia existir uma série da S.H.I.E.L.D. sem o Agente Coulson". Gregg comentou sobre a explicação de Whedon para a ressurreição de Coulson: "Achei tão fascinante e tão fiel ao mundo dos quadrinhos e da mitologia em geral que eu estava imediatamente dentro". Quanto à quantidade de insumos criativos que ele tem sobre o personagem da série, Gregg disse: "Tenho reuniões com [os showrunners] uma ou duas vezes por ano e falo sobre quais são as grandes ideias ... Eles são bastante receptivos ao fato de eu estar envolvido com este personagem quatro, cinco anos a mais do que eles, mas ... Eu não tenho queixas com o que eles estão fazendo."
A figurinista de Agents of S.H.I.E.L.D., Ann Foley, descreveu Coulson como um "homem de empresa", vestindo ternos da S.H.I.E.L.D. na "paleta cinza, preta e azul marinho com um padrão distinto, mas sutil". Foley notou "mudanças sutis" no traje de Coulson dos filmes para a série, como ternos simplificados e gravatas "mais lisas", agora que [ele] está de volta depois de ter sido "morto" por Loki". Depois que a mão de Coulson é cortada no final da segunda temporada, que foi realizado por ter um machado mecânico cortado através de um "braço falso feito de tripas enrolado em torno de uma coxa de frango", Gregg descreveu isso como "pesado ... uma dessas coisas onde você está tendo a dificuldade prática que seu personagem faz. As pessoas estavam me entregando coisas, como arquivos, e eu não conseguiria abri-las sem usar o nariz". Esta questão de praticidade continuou com a mão prostética que Coulson posteriormente tem que usar, com Gregg dizendo "a realidade informa a coisa. É muito difícil descobrir como usar esta prótese, e é isso que Phil Coulson está passando ... Eu espero que ele evolua em algum momento". Gregg também observou que, na terceira temporada, Coulson usaria mais roupas casuais, em parte porque "ele nem sequer parece amarrar" com sua nova mão. A mão prostética evolui ao longo da temporada, com uma iteração posterior projetando um escudo de energia, inspirado por um similar usado nos quadrinhos pelo Capitão América. O escudo de energia foi criado pela Cosa, uma das vendedores de efeitos visuais da série.
Houve considerações para Coulson retornar em Homem de Ferro 3 e Thor: The Dark World, mas o personagem não está programado para aparecer em mais filmes. Whedon afirmou, "Quanto a ficção dos filmes, Coulson está morto", acrescentando, "Geralmente eu sinto que o público de S.H.I.E.L.D. e o público de Os Vingadores não são, na verdade, o mesmo grupo, necessariamente", e assim os filmes teriam que explicar a ressurreição de Coulson novamente para o público apenas dos filmes se ele fosse reintroduzido. Whedon também disse, "Em termos de narrativa, a perda dele foi muito importante para os Vingadores. Eu criei a série de TV para explorar o personagem e a S.H.I.E.L.D. com integridade, mas... não faria sentido e nem seria útil Coulson chegar nos filmes e dizer 'e aí pessoal, lembram de mim? Eu morri!'"

## Caracterização
Gregg declarou: "Penso no agente Coulson, depois de todos esses anos, como um cara com uma vida plena. Acho que todos os dias ele está em algum lugar fazendo alguma coisa para a S.H.I.E.L.D. e, no entanto, nem sempre sei o que é ... Há sempre um toque diferente. Algumas vezes ele começa a mostrar mais de sua sagacidade, outras vezes ele é um pouco mais fodão." Apesar de Coulson ser chamado de "o rosto mais reconhecível no universo de filmes da Marvel", ele é retratado como um "homem comum" em um universo cheio de super-heróis—"a cola que liga" os personagens juntos. Gregg explicou seu retrato do personagem como "apenas um cara resmungando sobre seu trabalho ... ele está encarregado de lidar com esses super-heróis, você sabe? 'Oh, realmente, Asgard? Cara, apenas entre no carro.'"

Ao ser tão frontal e central em Agents of S.H.I.E.L.D. de uma maneira que ele não era tanto nos filmes ... ele conseguiu algum poder. Ele está na linha de frente, e qual é o custo disso?

–Gregg, sobre como estrelar na série de televisão pode afetar Coulson de forma diferente de aparecer nos filmes.
Sobre se o Coulson ressuscitado seria o mesmo antes de morrer, Gregg disse: "Eu não sei como você não pode mudar passando pelo que ele passou. Penso que se ele não tivesse sofrido algum tipo de mudança, não seria bom. Dito isto, não sei se ele entende o quanto ele mudou." Mais tarde, explorando algumas dessas mudanças, Gregg afirmou: "De certa forma, ele se encontra quase tão frio ou implacável como ele gostaria de ser, ou como ele esteve. E, ao mesmo tempo, juntando essa equipe, ele se sente motivado por motivos internos de si mesmo, que ele não consegue sempre fazer sentido e que é muito novo para ele."
Depois que Coulson foi promovido a diretor da S.H.I.E.L.D., Gregg disse: "Ele meio que conseguiu o trabalho dos sonhos que eu nem pensava que ele já teria sonhado que seria dado a ele... ele tem um pouco mais de um idealista, com grande coração lado dele [do que Nick Fury], alguns dos quais serão extintos pelas decisões difíceis que ele deve tomar". Falando sobre a natureza evolutiva do relacionamento de Coulson com sua equipe, Gregg disse: "Há uma maneira de permitir uma intimidade com todos eles quando fazem parte de um pequeno esquadrão de elite no ônibus. É diferente do que é possível para ele como Diretor da S.H.I.E.L.D." Discutindo a progressão do personagem de Coulson por três temporadas em relação a ele matando Ward no planeta alienígena, o produtor executivo Jeffrey Bell disse: "Na primeira temporada, Coulson teria batido em Ward e depois o jogado sobre seu ombro e o traria de volta à Terra e prenderia ele. Na segunda temporada, Coulson teria o derrotado e deixaria ele lá no outro planeta para se defender," enquanto na terceira temporada Coulson fez uma pausa enquanto o portal da Terra já estava fechando para ter tempo de matar Ward.
Para a quarta temporada, Coulson é rebaixado de volta ao status de agente de campo. Gregg disse que o raciocínio para isso "faz sentido, dado que a S.H.I.E.L.D. está saindo das sombras. Há pessoas que vão querer a pessoa responsável deles". Ele sentiu que Coulson realmente preferia isso, dizendo: "Sempre senti que Coulson estava mais feliz no campo. Nem eu nem Coulson adoramos sentar e ouvir enquanto seus agentes entram em situações perigosas. E há possibilidades mais dramáticas quando você tem um chefe que você tem que lidar."

## Universo Cinematográfico Marvel

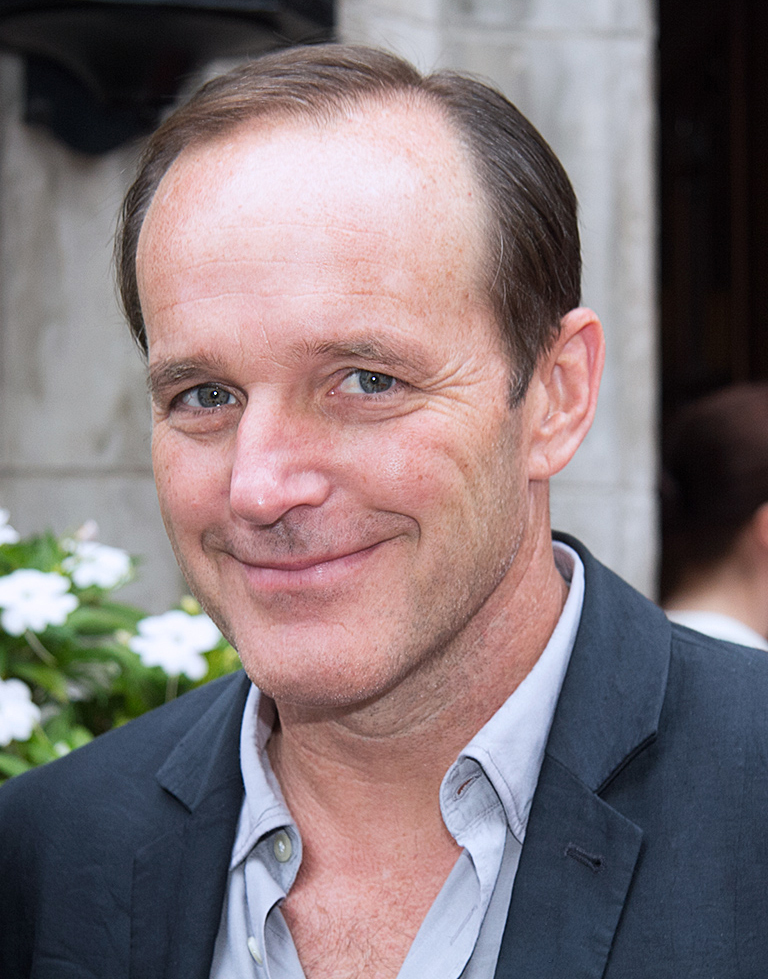
Clark Gregg no Festival Internacional de Cinema de Toronto de 2012.

### Longas-metragens
O agente Coulson foi introduzido no filme Homem de Ferro, no qual ele tenta relatar Tony Stark sobre seu cativeiro no Afeganistão. Ele é um dos vários agentes que acompanham Pepper Potts em uma tentativa de prender Obadiah Stane uma vez que suas atividades criminosas são reveladas. Em Homem de Ferro 2, Coulson é designado para supervisionar Stark por um tempo antes de ser reatribuído para investigar uma crise no Novo México. Tanto na cena pós-créditos do filme quanto em Thor, a tarefa de Coulson é revelada para girar em torno da descoberta do martelo de Thor no deserto do Novo México. Coulson é capaz de formar uma aliança entre S.H.I.E.L.D. e Thor. Em Os Vingadores, Coulson morre após ser fatalmente ferido por Loki, coisa que o diretor da S.H.I.E.L.D., Nick Fury, usa para motivar os Vingadores a lutarem juntos.

### Quadrinhostie-ins
Coulson aparece ao longo das revistas em quadrinhos tie-ins do UCM em papéis de apoio, atuando na mesma capacidade de agente da S.H.I.E.L.D. que ele tem nos filmes.

### Curtas-metragens
O curta-metragem The Consultant ocorre após O Incrível Hulk, e tem Coulson e Jasper Sitwell impedindo que Emil Blonsky seja adicionado à lista da Iniciativa Vingadores. A Funny Thing Happened on the Way to Thor's Hammer mostra Coulson entrando em uma briga em seu caminho do laboratório de Stark em Homem de Ferro 2 para o martelo de Thor em Thor.

### Séries de televisão
Em Agents of S.H.I.E.L.D., Coulson é revelado como o agente da S.H.I.E.L.D. encarregado do Projeto T.A.H.I.T.I., o qual significava trazer um Vingador potencialmente morto em batalha de volta à vida usando uma droga derivada de um antigo cadáver alienígena. No entanto, os pacientes de teste desenvolveram psicose e hipergrafia, então Coulson encerrou o projeto. Após a morte de Coulson, Fury o ressuscitou usando o T.A.H.I.T.I., apesar dos riscos, e as memórias de Coulson do projeto foram substituídas para que ele pudesse continuar com uma vida saudável. Coulson junta uma equipe de agentes, e eles viajam pelo mundo lidando com novos casos estranhos. Durante este tempo, é revelado que a Hidra se infiltrou na S.H.I.E.L.D., levando a queda da última. Fury faz de Coulson o novo Diretor da S.H.I.E.L.D., dando a ele a tarefa de reconstruir a agência "do jeito certo".
O envolvimento de Coulson com materiais alienígenas deixa os agentes da S.H.I.E.L.D. com desconfiança de segredos e super-humanos tentando assumir a nova organização, mas Coulson os convence a deixá-lo permanecer como Diretor depois de ajudar a salvar centenas de civis e, juntos, derrotaram uma facção de Inumanos, com Coulson perdendo a mão no processo. Coulson mais tarde se envolve romanticamente com a Rosalind Price, líder de uma força-tarefa governamental anti-Inumana, até a morte dela nas mãos de Grant Ward, um antigo agente de Coulson. Ele se vinga esmagando o peito de Ward com sua mão protética, uma decisão que perseguirá ele. Após a assinatura dos Acordos de Sokovia, a S.H.I.E.L.D. é re-legitimada, com o ainda oficialmente morto Coulson substituído como diretor por Jeffrey Mace. Mais tarde, Coulson se permite se transformar brevemente em um Ghost Rider para derrotar a inteligência artificial Aida. Ele e seus companheiros de equipe são posteriormente raptados, com Coulson terminando em uma estação espacial.

### Séries digitais
Depois de deixar o cargo de diretor da S.H.I.E.L.D. seguindo a terceira temporada de Agents of S.H.I.E.L.D., Coulson aparece em Slingshot para oferecer conselhos para a asset da S.H.I.E.L.D., Elena "Yo-Yo" Rodriguez.

## Recepção
Em sua resenha da primeira temporada de Agents of S.H.I.E.L.D., Evan Valentine do Collider citou Clark Gregg como um dos pontos altos da série, observando que o ator foi "um ponto positivo que consigo sempre salientar em cada episódio". Valentine afirmou que "o que nos fez apaixonar pelo personagem do primeiro Homem de Ferro até sua morte em Os Vingadores ainda está vivo. Coulson foi capaz de jogar fora gracejos como nenhum outro, ao mesmo tempo em que voltou expressando raiva séria em momentos ... Gregg levanta a bandeira da S.H.I.E.L.D. alto". Revisando o episódio "The Writing on the Wall", que concluiu a maior parte do arco de Coulson na série até esse ponto, Kevin Fitzpatrick, do Screen Crush, elogiou como Coulson se tornou "desalinhado" ao longo da série, que "empurrou [o personagem] em alguns lugares sombrios". Eric Goldman, escrevendo para o IGN, também foi positivo na "versão desquiciada de Coulson", assim como o papel de líder mais sério que o personagem assumiu na segunda temporada.

## Em outras mídias

### Animação

Diretor Coulson em Ultimate Spider-Man.

- Coulson faz uma aparição cameo por nome no episódio "Extremis" de Iron Man: Armour Adventures como um dos agentes da S.H.I.E.L.D. que estão encontrando (e sendo derrubados por) o renegado agente mutado Mallen.[33]
- Foi anunciado na San Diego Comic-Con International 2011 que Clark Gregg iria retornar para dublar Phil Coulson na série animada Ultimate Spider-Man, onde ele aparece como um agente da S.H.I.E..D. e diretor da escola de Peter Parker. O personagem conta com as feições de Gregg.[3] Ele aparece na primeira e segunda temporada.[34][35]
- Coulson tem um breve cameo no anime Marvel Disk Wars: The Avengers onde ele aparece no episódio 1 da série mostrando as instalações contendo uma prisão da S.H.I.E.L.D. para super-vilões.

### Revistas em quadrinhos

Phil Coulson em Battle Scars #6

- Phil Coulson apareceu pela primeira vez no Universo Marvel em Battle Scars #6 (abril de 2012), no qual o personagem codenomeado "Cheese" é revelado como Coulson.[36] Coulson passou a aparecer em outros quadrinhos situados na continuidade principal da Marvel, incluindo na série Vingadores Secretos, de 2013, por Nick Spencer e Lucas Ross, onde tem uma presença recorrente,[37] e em Thor: God of Thunde em 2014.[38]
- A continuação em quadrinhos da série animada de televisão The Avengers: Earth's Mightiest é contada a partir da perspectiva de Coulson,[39] apesar dele não aparecer como um personagem na série original.
- Ele apareceu em Deadpool, auxiliando a Agente Emily Preston da S.H.I.E.L.D. e pagando Deadpool por seus serviços mais adiantados á S.H.I.E.L.D. Em 2014, a versão Ultimate de Phil Coulson foi introduzida na série Ultimate Quarteto Fantástico.[40]
- Em julho de 2014, na San Diego Comic Con International, a Marvel Comics anunciou uma série intitulada S.H.I.E.L.D., a ser definida na continuidade principal do Universo Marvel, e escrita por Mark Waid, a partir de dezembro de 2014. A série é liderada por Coulson, e vê a introdução canônica de personagens que se originaram de Agents of S.H.I.E.L.D., a que Waid disse, "esta é nossa possibilidade de introduzir muitos dos outros personagens no Universo Marvel, e dar-lhes a rotação do Universo Marvel." Waid descreveu a série como "Coulson e sua equipe em uma missão, e se precisamos de alguém para uma missão, todos no Universo Marvel estão disponíveis como um possível agente."[41] Nesta série, Coulson é o Comandante Supremo de Operações Especiais para S.H.I.E.L.D. sob a diretora Maria Hill.
- Em novembro de 2015, uma versão do século XVII de Coulson apareceu na série 1602: Witch Hunter Angela.[42]

### Jogos eletrônicos
- Phil Coulson aparece como um personagem jogável em Marvel Super Hero Squad Online, dublado por Tom Kenny.
- Coulson aparece como um personagem não jogável em Marvel Heroes com Clark Gregg reprisando seu papel.
- Coulson aparece como um personagem não jogável em Marvel: Avengers Alliance, Marvel: Avengers Alliance Tactics e Marvel: Avengers Alliance 2.
- Coulson aparece em Lego Marvel Super Heroes, com Gregg reprisando seu papel. Seu personagem se torna jogável após a conclusão de uma missão lateral o envolvendo supervisionando o serviço comunitário do Doutor Octopus de consertar os escritórios do Clarim Diário. Seu ataque é a "Arma Destruidora" que ele usou contra o Loki em Os Vingadores.[43]
- Coulson é jogável em Marvel: Future Fight.
- Coulson aparece Lego Marvel's Avengers, novamente dublado por Gregg.
- Coulson aparece como um personagem jogável em Marvel Avengers Academy.
- Coulson é um personagem jogável no jogo de match-three para celular Marvel Puzzle Quest. Ele foi adicionado ao jogo em fevereiro de 2017.[44]